# Mean Girls
Mean Girls är en amerikansk komedifilm från 2004 i regi av Mark Waters.
Filmen släpptes den 30 april 2004 och utvecklade en kultstatus.

## Handling
Huvudrollen Cady Heron (spelad av Lindsay Lohan) flyttar till USA efter att ha vuxit upp i Afrika med sina föräldrar som är zoologer. Hon börjar på high school och hennes första vänner blir Janis Ian och Damian, som skulle beskrivas som "outsiders".  
Hon träffar också innegänget The Plastics med Regina George (skolans bitch, men också populärast), Gretchen Wieners (som vet allt om alla) och Karen Smith (som ses som den dummaste tjejen i skolan), de är skolans snyggaste tjejer. Cady hänger på dem för att hon och hennes vänner Janis och Damian har bestämt sig för att driva med henne, men i början är det inget stort. Men när Cady förälskar sig i Reginas f.d. pojkvän börjar Regina att förstöra för henne och Regina tar tillbaka sin f.d. pojkvän och kysser honom framför Cady som får nog och tillsammans med Janis och Damian planerar sin hämnd. Men någonting börjar hända. Cady blir mer och mer ytlig när hon umgås med The Plastics, börjar själv bli "cold hard shiny plastic" som Janis kallar det och förvandlas mer och mer till en bitch. Hennes vänner börjar också tröttna på henne. Men när Regina märker att Cady har drivit med henne så blir hon rasande, publicerar sin så kallade "burn book" och försöker lägga skulden på Cady, Gretchen och Karen genom att skriva om sig själv i boken.

## Om filmen
Enligt regissören är filmen en blandning av Häxor, läxor och dödliga lektioner och Clueless.

## Rollista (i urval)
- Lindsay Lohan – Cady Heron
- Rachel McAdams – Regina George
- Amanda Seyfried – Karen Smith
- Lacey Chabert – Gretchen Wieners
- Lizzy Caplan  – Janis Ian
- Daniel Franzese – Damian
- Tina Fey – Miss Norbury
- Jonathan Bennett – Aaron Samuels
- Tim Meadows – Mr. Duvall
- Amy Poehler – June George
- Ana Gasteyer – Betsy Herron